# Ruta 103 (Uruguay)
La ruta N.° 103 es una de las carreteras nacionales de Uruguay. Actualmente bajo jurisdicción departamental. Se trata de un camino que recorre desde Estación la Floresta hasta Guazuvirá en el Departamento de Canelones.

## Trazado
Su trazado comienza en la Ruta 35, desde la Estación La Floresta, recorre unos 7.3 km desde noroeste hasta el sur en un ambiente muy arbolado en casi en toda la carretera. Termina en la Ruta Interbalnearia en la localidad de Guazuvirá. Convirtiéndose allí en Avenida Central, finalizando en la playa.
- Datos: Q106361651